# 제루살레메역
제루살레메역 (Gerusalemme)은 밀라노 지하철 5호선의 역이다.

## 역사
제루살레메 역 공사는 지난 2010년, 5호선의 두번째 구간인 가리발디 FS 역-산 시로 스타디오 역 구간 공사에 포함되어 시작되었다. 다만 실제 공사는 2011년부터 2012년까지 이뤄졌다. 이후 2015년 9월 26일에 문을 열었다.

## 역 구조
제루살레메 역은 5호선의 다른 모든 역과 마찬가지로 1면 2선 구조로 되어 있으며 휠체어로 접근이 가능하고, 승강장에 스크린도어가 설치되어 있다. 또한 밀라노 지하철의 도심 구간 내에 있는 역이기도 하다. 위치는 밀라노 중심부의 제루살레메 광장이다.

## 시설
- 장애인 접근시설
- 엘리베이터
- 에스컬레이터
- 역내 감시카메라